# Drenagem

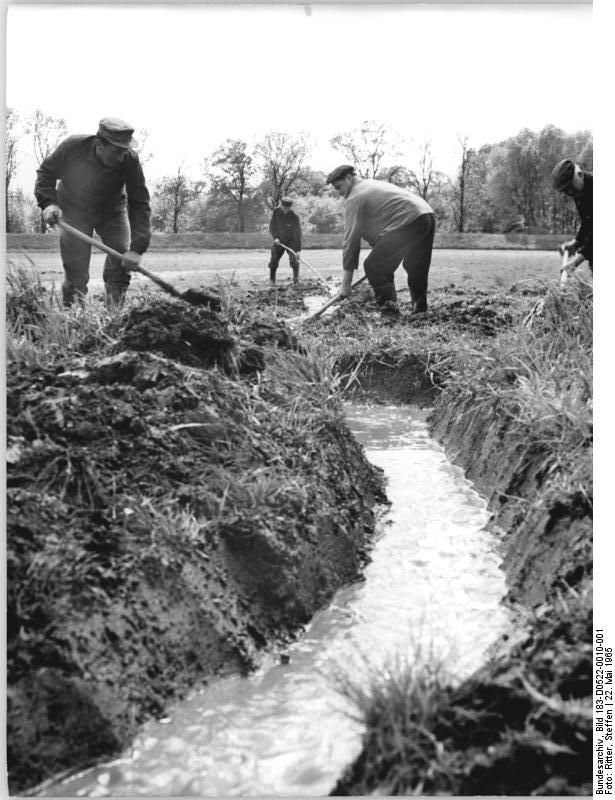
Camponeses alemães drenam um terreno por meio de valas

Drenagem é o ato de escoar as águas de terrenos encharcados por meio de tubos, túneis, canais, valas e fossos, sendo, possível, recorrer a motores como apoio ao escoamento. Os canais podem ser naturais (córregos) ou artificiais (de concreto simples, concreto armado ou gabião). Os sistemas de drenagem podem ser urbanos ou rurais e visam a escoar as águas de chuvas e evitar enchentes.
A disciplina que estuda a drenagem superficial é a hidrologia, geralmente ministrada dentro dos cursos de geologia, geografia, engenharia agrícola, engenharia de biossistemas, engenharia sanitária, engenharia hidráulica, engenharia civil, engenharia agronômica, engenharia florestal, tecnologia em saneamento ambiental ou mesmo em alguns cursos de engenharia ambiental.
Tem sido, cada vez mais frequente, o uso de geossintéticos para melhorar o desempenho e prolongar a vida útil dos sistemas de drenagem.

## Tipos de drenagem
O curso do rio define seu tipo de drenagem:
- Endorreica: São os rios que deságuam em outro lago ou rio.
- Exorreica: São os rios que deságuam no mar.
- Arreica: O rio não possui uma direção certa, simplesmente desaparece por evaporação ou por infiltração (existem rios que desaparecem no meio do deserto)
- Criptorreica: Caracterizada por rios subterrâneos, como em áreas calcárias (grutas).

## Projeto de drenagem
Um projeto de drenagem deve incluir um estudo adequado para evitar erros comuns nesse tipo de atividade. Se a especificação e análise técnica não forem adequadas, pode-se acabar não se obtendo uma drenagem eficiente e até mesmo perder todo o trabalho e dinheiro investidos.
Para a elaboração desse projeto de drenagem, os passos devem incluir os seguintes:
- Reconhecimento e pintamento da área afetada
- Levantamento topográfico
- Estudo do lençol freático
- Estudo do solo
- Elaboração do projeto.

No primeiro, se conhece a área a ser drenada e verifica-se a possível origem do excesso de água. O segundo item também é essencial, pois, através dele, pode-se traçar as diretrizes do projeto, buscando descobrir de que lugares mais altos a água flui e quais os mais baixos onde serão enterrados os tubos. O estudo do lençol freático é bem específico e depende da regiãoː para isto, há a necessidade da instalação de uma rede de poços de observação cobrindo toda a área do projeto. O estudo do solo consiste em verificar a condutividade hidráulica e a macroporosidade do solo. Estes dados entram diretamente nos cálculos de espaçamento dos drenos. Também é importante o estudo do clima, para verificar as precipitações na região. Finalmente, o projeto é elaborado, baseando-se nos dados anteriores e nas fórmulas disponíveis para verificar o melhor espaçamento dos tubos e o layout mais eficiente para ser utilizado no projeto.

## A Importância dos Sistemas de Drenagem Pluvial
Com as mudanças climáticas e o aumento da frequência de chuvas intensas, os problemas relacionados à drenagem ineficiente se tornaram mais comuns. Enchentes urbanas não só prejudicam o tráfego e danificam propriedades, mas também podem comprometer a saúde pública, levando à contaminação da água e à proliferação de doenças. Por isso, a implementação de Sistemas de Drenagem Pluvial adequados é essencial para garantir que as cidades estejam preparadas para lidar com grandes volumes de chuva.